# Buddhista zene
A buddhista zene  a buddhizmus inspirálta hagyományos művészeti forma.

## Honkjoku
A honkjoku (本曲) a vándorló japán zen szerzetesek (komuszó) által a hagyományos sakuhacsi vagy hoccsiku hangszerekkel előadott zenéket jelenti. A komuszók már a 13. században is játszottak honkjokut alamizsnáért és a megvilágosodás reményében. A 18. században egy Kinko Kuroszava nevű, a zen fuke szektához tartozó komuszót megbíztak, hogy gyűjtse össze Japán összes ilyen jellegű zenéit. Éveken át történő utazgatás után 36 művet gyűjtött össze, amelyek ma Kinko-Rju Honkjoku néven ismertek.

## Éneklés
A buddhizmus több irányzataiban is mantrákat kántálnak:
- a Tiszta Föld buddhizmusban Amitábha nevét ismételgetik.
- a nicsiren-buddhizmusban a namu mjóhó renge kjó mantrát kántálják, illetve részleteket a Lótusz szútrából.
- a japán tendai és singon buddhizmusban az ún. somjo stílusban kántálnak.
- a tibeti buddhizmusban létezik a különleges torokéneklés vagy felhangéneklés. Magyarországon Szekeres Attila és Laár András tanítja a technikát.[1]

### Tibeti stílusok
Tibet legelterjedtebb vallása a tibeti buddhizmus. A tibeti vagy szanszkrit nyelven történő kántálás a vallás szerves részét képezi. Ezek az összetett kántálások gyakran szent szövegek szavalását jelentik, de hallhatóak a különféle ünnepek alkalmával is. A jang kántálást rezgő dobok kísérik, miközben halkan recitálják az egymás után fűzött szótagokat. Léteznek a tantrikus buddhizmusra jellemző egyéb stílusok is: a gelugpa iskolára a klasszikus, a Nyingmapa, a Szakjapa és Kagyüpa iskolákra pedig a romantikus stílus.
A torokéneklés vagy felhangéneklés énektechnika a nyugati, megszokott énekléstől lényegesen eltérő, szokatlan hangszínű, egyszerre több hangot megszólaltató éneklés. Úgy tartják, hogy ennek segítségével megváltozott tudatállapotot lehet elérni. Ezt a technikát használják meditációs gyakorlás céljából. A gyakorlók a mantraéneklésnek gyógyítóerőt is tulajdonítanak. A népzenekutatók szerint a torokéneklés a természet – különösképpen a szél és a víz – harmonikus hangjainak utánzásából alakulhatott ki.

### Sómjó
A sómjó (声明) japán stílusú buddhista kántálás; elsősorban a tendai és a singon irányzatokban. Kétfajta stílus létezik: rjokjoku és rikkjoku - az elsőre nehéz, a másodikra könnyű emlékezni.

## Ismertebb buddhista zenészek
- Adam Yauch[3]
- Herbie Hancock, amerikai zongorista, dalszerző[4] (Szoka Gakkai)
- Leonard Cohen, kanadai énekes, dalszerző, költő[4] (zen buddhizmus)
- Tina Turner - amerikai énekes[4] (Szoka Gakkai)

## Az Éneklésen túl
2009-ben a Éneklésen túl projekt (Beyond Singing Project) keretében elkészítettek egy albumot, amely ötvözi a buddhista kántálást és keresztény kórus éneklést.
Résztvevők zenészek: 
- Tina Turner
- Regula Curti
- Decsen Sak-Dagszaj